# Batalha de Gibraltar
A batalha de Gibraltar foi um combate naval ocorrido em 25 de abril de 1607 durante a Guerra dos Oitenta Anos no qual a frota das República das Sete Províncias Unidas dos Países Baixos surpreendeu e atacou durante quatro horas a frota espanhola ancorada na baía de Gibraltar. A batalha terminou com a vitória holandesa.

## Forças
A frota holandesa de 26 navios de guerra menores e quatro navios de carga foi liderada por Jacob van Heemskerk. O Navio-almirante era o Æolus, , e foi acompanhado, entre outros, por De Tijger (O Tigre),  De Griffioen (O Grifo), De Roode Leeuw (O Leão Vermelho), De Gouden Leeuw (O Leão de Ouro), De Zwarte Beer (O Urso Preto), De Witte Beer  (O Urso Branco) e De Ochtendster (A Estrela da Manhã).
Os espanhóis, sob o comando de Juan Álvarez de Avilés, estavam ancorados na baía com 21 navios, incluindo 10 galeões de maior porte. A capitânia espanhola San Augustin (Santo Agostinho), foi comandada pelo filho de Juan de Ávila. Outros navios foram Nuestra Señora de la Vega (Nossa Senhora de Vega) e Madre de Dios (Madre de Deus).

## Batalha

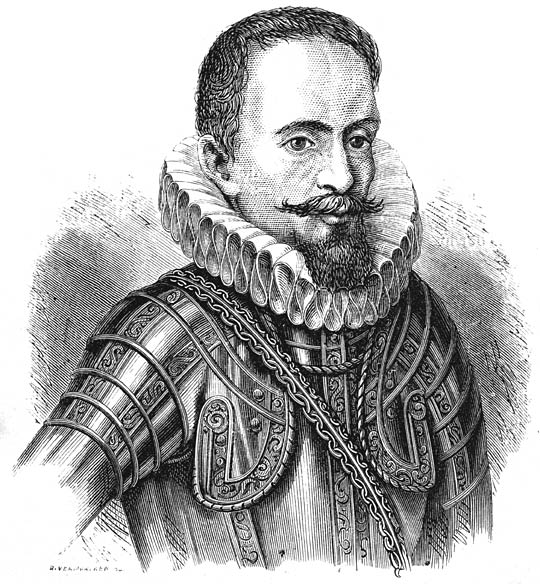
Almirante Jacob van Heemskerk

Van Heemskerk deixou alguns de seus navios na entrada da baía para evitar a fuga de qualquer navio espanhol. Os navios de ataque foram ordenados a concentrar-se na capitânia espanhola e na frota holandesa que ficou na baía.
Van Heemskerk foi morto durante a primeira abordagem sobre a capitânia espanhola em consequência de um ferimento causado por uma bala de canhão que cortou sua perna. Os holandeses dividiram sua frota e atacaram a frota espanhola, que estava mal posicionada, já que os canhões das fortificações terrestres não podiam suportá-la. Ambas as frotas perderiam vários navios, embora a vitória estivesse do lado holandês.
Os holandeses perderam 100 homens, incluindo Van Heemskerk, 60 deles ficaram feridos. Os espanhóis perderam toda a frota, incluindo a tripulação, estimada em 4 000 homens. Álvarez de Ávila também foi morto no ataque.

## Consequências
A batalha naval foi a primeira grande vitória naval da frota holandesa sobre a frota espanhola. Ela consolidou as Províncias Unidas dos Países Baixos como uma potência naval mundial, também teve um grande valor emocional para aquele país e, finalmente, também contribuiu para a Trégua dos doze anos dois anos depois, onde as Províncias Unidas dos Países Baixos alcançaram a independência de facto da Espanha.